# Thaddeus Young
Thaddeus Charles Young, född 21 juni 1988 i New Orleans i Louisiana, är en amerikansk basketspelare (power forward) som spelar för Phoenix Suns.
Efter att ha spelat i Georgia Techs collegelag draftades Young 2007 som nr 12 av Philadelphia 76ers.